# Borromäische Inseln
Die Borromäischen Inseln (italienisch Isole Borromee) sind eine Gruppe von fünf Binneninseln im italienischen Teil des Lago Maggiore. Sie liegen im Golf von Verbania, zwischen Verbania im Norden und Stresa im Süden. Sie haben eine Gesamtfläche von 18 Hektar.
Ihr Name leitet sich von der Familie Borromeo ab, in deren Besitz die Inseln seit dem 12. Jahrhundert waren.
Die Isola Bella, benannt nach Isabella, der Comtesse Borromeo, war ursprünglich ein hauptsächlich unfruchtbarer Felsen. Zwischen 1650 und 1671 baute Vitaliano VI. Borromeo auf der Insel einen attraktiven Sommerpalast. Er ließ große Mengen Erde auf die Insel bringen, um ein pyramidenartiges System von zehn Terrassen für den Garten zu errichten. Das unvollendete Gebäude beherbergt Gemälde von lombardischen Künstlern und flämische Teppiche. Von einem prächtigen Treppenhaus gelangt man in den Raum der Medaillen, der nach den runden Bildern an der Decke benannt ist. Dann folgen das Musikzimmer, ein Konferenzraum und das prächtige napoleonische Zimmer. Dort hat Napoleon eine Nacht verbracht. Ebenfalls sehenswert ist der große Bankettsaal. Auch die „Grotten“ des Schlosses sind berühmt für die vielen Steine und die ausgestellten Korallen.

## Inseln
- Die Isola Madre ist die größte der vier Inseln und bekannt für ihre im englischen Stil gehaltenen Gärten.
- Isola Bella ist die zweitgrößte Insel.
- Auf der Isola dei Pescatori oder Isola Superiore befindet sich ein Fischerdorf mit 56 Einwohnern (Volkszählung 2001).
- Der Isolino di San Giovanni ist die kleinste der 4 bewohnten Inseln mit einem Durchmesser von 140 Metern (0,4 Hektar), 30 Meter östlich des zu Verbania gehörigen Ortes Pallanza gelegen. Sie befindet sich jedoch nach wie vor im Privatbesitz der Familie Borromeo und kann nicht besichtigt werden.
- Scoglio della Malghera ist ein Eiland mit einer Fläche von nur 600 Quadratmetern, auf halbem Wege zwischen Isola Bella und Isola dei Pescatori gelegen.

| Insel                   | Fläche (ha) | Einwohner 2001 | Gemeinde            |
| ----------------------- | ----------- | -------------- | ------------------- |
| Isola Madre             | 7,8         | 4              | Stresa              |
| Isola Bella             | 6,4         | 36             | Stresa              |
| Isolino di San Giovanni | 0,4         | 2              | Verbania (Pallanza) |
| Isola dei Pescatori     | 3,4         | 57             | Stresa              |
| Scoglio della Malghera  | 0,06        | -              | Stresa              |
| Borromäische Inseln     | 18          | 99             | Stresa/Verbania     |